# 래드 모빌
《래드 모빌》(Rad Mobile)은 1991년 세가 게임즈가 제작한 자동차 레이싱 게임으로, 1994년 게일 레이서라는 이름으로 세가 새턴에 이식 되었다. 이후 래드 랠리라는 이름의 후속작이 등장하였다.

## 카메오
이 게임은 소닉 더 헤지호그를 카메오 사상 처음으로 등장시켰으며, 그의 위치는 거울에 달린 악세사리였다.

## 평가
| 평가                                                                   |        |
| ---------------------------------------------------------------------- | ------ |
| 평론 점수 평론사 점수 Sinclair User 74/100 [ 1 ] Beep! MegaDrive [ 2 ] |        |
| 평론 점수                                                              |        |
| 평론사                                                                 | 점수   |
| Sinclair User                                                          | 74/100 |
| Beep! MegaDrive                                                        | [ 2 ]  |